# Brier-Eisfälle
Die Brier-Eisfälle sind ein 150 m hoher und 8 km breiter Gletscherbruch im Australischen Antarktis-Territorium. In der Britannia Range des Transantarktischen Gebirges liegen sie auf der Ostseite des Vantage Hill.
Das Advisory Committee on Antarctic Names benannte sie im Jahr 2001 nach Frank Brier vom Polarprogramm der National Science Foundation, der von 1995 bis 2001 für die Erneuerung und Modernisierung der Einrichtungen auf der McMurdo-Station und der Amundsen-Scott-Südpolstation verantwortlich war.